# 서일본 여객철도 223계 전동차
JR 서일본 223계 전동차(일본어: JR西日本223系電車)는 서일본 여객철도(JR 서일본)의 직류 근교형 전동차이다. 2008년 현재 JR 서일본의 어번 네트워크를 대표하는 차량이다.
이 글에서는 본 계열과 유사한 차체의 철도 종합 기술 연구소(철도총연)의 R291형 시험 전동차도 기술한다.

## 개요
221계에 이어 서일본 여객철도가 자사개발한 근교형 전동차이다. 전장 20m의 차체에 측면 3도어식 출입문, 전환 크로스시트 좌석을 컨셉으로 207계에서 쌓아온 실적을 바탕으로 스테인레스제 경량 차체, VVVF 인버터제어 등을 채용하였다.
221계에는 동력차의 성능 조정을 MM'유닛 방식과 단독 전동차(1M) 방식 두 종류의 전동차를 사용하였지만, 223계에서는 주행에 필요한 기기류를 1량의 전동차에 집중하여 그것을 3량 가운데 1량 정도의 비율로 편성 조성의 자유도를 향상시켰다.
1993년부터 제조가 개시되어 투입되는 노선과 열차 종별에 따라 다양한 사양으로 조정되어 2008년 현재에도 양산이 이어지고 있다.
각각의 사양에 따라 차량번호로 구분하여 현재 시점에는 0번대, 2500번대, 1000번대, 2000번대, 5000번대, 5500번대, 6000번대 등과 사업용의 9000번대 등의 8 번호대가 존재한다.
덧붙여 2000번대와 6000번대의 편성에 포함된 전동차의 일부에는 3000번대, 7000번대의 번호가 붙어있는 경우도 존재하지만, 이것은 주전동 기수 등의 단순한 편의상 구분일 뿐 3000번대는 2000번대에, 7000번대는 6000번대에 포함된다.
제조 기간이 15년으로 장기간에 이루어지다 보니 각 부분의 구성은 그룹적으로 이루어져 서로의 차이가 발생하였다. 예를 들어 VVVF 소자의 경우 0번대는 도시바제 GTO이나, 5000번대의 경우 미쓰비시제 IGBT, 나머지 번호 대는 미쓰비시, 도시바, 히타치의 3사 IGBT를 채용하고 있다.
상부 기기는 종전의 221계를 답습하여 집적 분산식 냉방장치 2기를 전 차량에 부착하고, 팬터그래프도 2기를 장착하였으며 전부 더블암 팬터그래프를 채용하였다. 일부 차량은 시험용으로 싱글 암 팬터그래프를 장착했으나 철거되고 더블암 팬터그래프를 재장착했다.
행선 및 종별 표시는 221계와 207계에도 채용된 회전막(종별)과 LED(행선)를 병용하는 방식으로 하였다. 회전막의 문자 색상은 '보통'이 흰색, '쾌속'과 '기슈지 쾌속'이 오렌지
색, '신쾌속'이 청색이다. 덧붙여 '쾌속 마린라이너'는 보통 등급과 똑같은 흰색이나, 다른 종별과는 다르게 글씨체가 고딕체이다. 참고로 차내 LED식 표시기의 글씨체와 운전대 부근의 LED식 행선 표시기의 글씨체는 0번대와 그 이외의 번대에서와는 다르다. 또한 '관공 쾌속' 등 간사이 공항을 경유하는 종별의 경우 항공기 마크가 표시되어 있다.
또한 본 계열을 기본으로 각 노선의 사정을 수렴한 사양변경을 하여 도입한 로컬선용의 직류 전동차인 125계가 오바마 선, 가코가와 선, 호쿠리쿠 본선의 직류 구간과 고세이 선의 일부 구간에서 운용되고 있고, 마찬가지로 로컬 선용의 교직류 양용 전동차인 521계가 호쿠리쿠 본선의 후쿠이 역 이남과 고세이 선의 일부 구간, 시코쿠 여객철도(JR 시코쿠) 소유의 5000계(본 계열의 5000번대와 동일한 사양)가 5000번대와 공용으로 세토대교 선에 투입되고 있다.
또한 운전실에는 207계, 281계, 681계와 같은 디지털 계기판을 갖추었다

## 운용선구

### 0, 2500번대 (히네노 전차구)
- 오사카 순환선, 한와 선, 간사이 공항선, 기노쿠니 선
  - 덴노지~교바시~오사카~니시쿠조~덴노지 (야마토지 선의 플랫폼)~간사이 공항, 와카야마를 간쿠-키슈지 쾌속 (간사이 공항 쾌속 + 기슈지 쾌속) 또는 직통 쾌속 등의 쾌속 열차와 보통 열차 등으로 운전한다.
  - 2008년 3월 14일까지는 일중 시간표에 한하여 일부 간사이 공항 쾌속 열차가 JR 난바까지 연장 운행하였다.
  - 원칙적으로 쾌속 열차로의 운용이 중심이지만, 이른 아침과 심야 시간에는 한와 선내의 보통 열차로 투입되는 일도 있다. 또한 셔틀이란 애칭으로 간사이 공항 선내의 반복 운행 운용도 있다. 또한 아침 러시아워 시간대에는 오사카 순환선내의 선내 운용도 있다.
  - 기노쿠니 선은 와카야마~가이난, 고보 간을 4량 편성으로 운행한다.
  - 참고로 난기쿠마노 체험전 기간 중에는 시라하마역까지, '쿠마노 고도 레져 호'와 '쿠마노 고도 하이킹 호'로 기타나베 역까지, '키미이데라 사쿠라 마이리 호'와 '부라리 난카이 호'로 가이난까지 운행한 경우도 있다. 모두 기슈지 쾌속의 연장 운행을 통해 3량으로 운행하였다.
  - 단체 열차로는 2005년 10월에 시라하마까지 8량 편성으로 입선한 경우가 있다.

### 1000, 2000번대 (아보시 종합 차량소)
- 호쿠리쿠 본선, 도카이도 본선, 산요 본선 (비와코 선, JR 교토 선, JR 고베 선), 고세이 선, 구사쓰 선, 아코 선
  - 쓰루가~마이바라, 오미마즈~교토~오사카~고베~히메지~가미고리, 반슈아코 간에 걸쳐 주로 신쾌속이나 쾌속으로 운용된다. 또한 아침 저녁의 구사쓰 선 쓰게역까지의 운행과 도카이 여객철도(JR 도카이) 구간의 도카이도 본선 오가키역까지의 직통 열차에도 투입된다.
  - 4량 편성(V편성), 6량 편성(J편성), 8량 편성(W편성)으로 조성되어 있고 단독 편성 또는 2편성 병결을 통해 4 ~ 12량까지 다양하게 운용된다.
  - 1000번대와 2000번대의 운용상의 구분은 거의 없어 1000번대와 2000번대의 병결 열차도 많이 보인다. 하지만 6000번대와의 병결 운용은 없다.
  - 6량 편성(J편성)은 현재(2008년 3월 개정 기준) 신쾌속에 들어가는 정기운용은 없다.
  - 8량 편성(W편성)은 현재(2008년 3월 개정 기준) 나가하마역 오미마즈 역을 넘어가는 정기 운용은 없다. 즉 2006년의 직류화 공사 구간으로의 정기 운용은 4량 편성(V편성)에 한정되어 있다.

### 6000번대 (아보시 종합 차량소)
- 도카이도 본선, 산요 본선 (비와코 선, JR 교토 선, JR 고베 선), 아코 선
  - 2008년 1월부터 221계 4량 편성의 운용과 맞추어 투입되며, 오가키~마이바라~가미고리, 반슈아코의 쾌속에 221계와 공통적으로 운용된다. 본선에서는 221계 4, 6, 8량 편성과 연결하여 8~12량 운행을 하며, 6000번대끼리의 연결로 8량 편성이 되는 일도 있다. 또한 오가키~마이바라, 히메지~반슈아코 간에서는 단독 편성 4량으로 운행한다.
  - 221계와의 병결을 목적으로 구분된 그룹이기 때문에 다른 223계(1000번대, 2000번대)와 병결하는 경우는 없다.

### 6000번대 (미야하라 종합 운전소)
- 후쿠치야마 선(JR 다카라즈카 선), JR 도자이 선, 가타마치 선(갓켄토시 선), 오사카히가시 선, 간사이 본선(야마토지 선)
- 아마가사키~나라 간의 JR 도자이 선, 오사카히가시선 경유 직통쾌속, JR 다카라즈카 선 오사카 ~ 사사야마구치 간의 단바지 쾌속, 쾌속으로 운용된다. 아침 저녁으로는 후쿠치야마역까지 직통하는 쾌속으로의 운용도 있다.

### 5500번대 (후쿠치야마 전차구)
- 후쿠치야마 선(사사야마구치 ~ 후쿠치야마 간), 산인 본선(교토 ~ 기노사키 온천), 마이즈루 선
  - 2008년 7월 22일(산인 본선, 마이즈루 선은 8월 11일)부터 운행. 이 구간의 운행은 113계의 1인 승무 편성(3800번대 등)의 교체를 목적으로 도입되었으며 후쿠치야마 전차구에 2008년 7월부터 9월까지 총 16편성 32량 도입이 예정되어 있다.
  - 사사야마구치 ~ 후쿠치야마 간의 운용은 아침에는 6000번대도 운행되기 때문에 이 구간의 보통 열차는 빠른 속도로 신형 차량으로 교체되고 있다.
  - 산인 본선내에서 소노베 ~ 기노사키온센 간의 구간운용이 있고, 일부는 교토 종합 운전소의 221계와 병결하여 교토 ~ 소노베 간을 운행하기도 한다.

### 5000번대 (오카야마 전차구 전차센터)
- 우노 선, 혼시비산 선(세토대교 선), 요산선
  - 일부 시간대를 제외하고 공통 설계의 5000계(다카마쓰 운전소 소속 M편성)와 병결하여 오카야마 ~ 다카마쓰 간에 운용되고 있다.
  - 제작 직후 2003년 10월 11일부터 13일까지 '마린 라이너 게이한신 홀리데이 호'로 5000계와 같이 교토(회송으로는 야스역까지)까지 들어간 적도 있다. 참고로 '마린 라이너 게이한신 홀리데이 호'는 쾌속등급이지만, 정기 운행시의 쾌속 '마린 라이너 호'와는 다르게 전 차량 지정석으로 운행하였다.

## 계열별 상세설명

### 형식, 편성
현재 이하의 형식이 존재한다.
쿠모하 223형 (Mc, Mc1, Mc3)
쿠모야 223형 (Mzc)
집전장치 (팬터그래프), 정지형 인버터(SIV), 공기 압축기(CP)를 탑재한 제어 전동차. 쿠모야 223형은 쿠모야 223-9001만 존재하며, 주요기기를 전부 탑재하고 있다. 2000번대 1차차와 번대를 변경한 아보시 종합 차량소의 6000번대에 존재하는 3000번대, 7000번대는 주전동기를 3기 탑재하였다. 제어차량이며, 상행 방향에 연결되어 있다. 덧붙여 0번대와 100번대는 CP를 탑재하고 있지 않다.
모하 223형 (M, M1)
동력차. 쿠모하 223형으로부터 운전대를 제거하였으므로, 5000번대와 5500번대 이외의 각 번대에 존재한다. 2000번대 2차차 이후에는 중간에 CP를 탑지 하지 않은 차량은 2100번대(아보시 종합 운전소의 6000번대 차에는 6100번대, 6300번대)가 되었다. 0번대는 CP를 탑재하고 있지 않다.
모하 222형(M', M'3)
SIV와 CP를 탑재하지 않은 중간 전동차. 2000번대 1차차와 1차차의 번대를 변경한 6000번대에만 존재한다. 3000번대, 7000번대는 주전동기를 3기 탑재.
쿠하 222형(T'c, T'c1)
화장실을 탑재한 제어차. 각 번대에 존재하며 하행 방향에 연결되어 있다. 0번대와 100번대는 CP를 탑재하고 있다.
사하 223형(T, T1)
부속차. 100번대는 CP를 탑재하고 있다. 5000번대, 5500번대를 제외한 각 번대에 존재한다.
편성 구성은 이하에 따른다.
|                       | ←오사카 · 교바시 · 덴노지   | ←오사카 · 교바시 · 덴노지   | 히네노 전차구 소속차            | 히네노 전차구 소속차            | 히네노 전차구 소속차            | 히네노 전차구 소속차            | 간사이 공항 · 와카야마→                 | 간사이 공항 · 와카야마→                 |
| 0번대                 | 쿠모하223(Mc) (0번대)       | 사하223(T1) (100번대)       | 모하223(M) (0번대)              | 쿠하222(T'c) (0번대)            |                                 |                                 |                                         |                                         |
| 2500번대              | 쿠모하223(Mc) (2500번대)    | 사하223(T) (2500번대)       | 모하223(M) (2500번대)           | 쿠하222(T'c) (2500번대)         |                                 |                                 |                                         |                                         |
| 0번대・ 2500번대 혼합 | 쿠모하223(Mc1) (100번대)    | 사하223(T) (0번대)          | 모하223(M) (2500번대)           | 쿠하222(T'c1) (100번대)         |                                 |                                 |                                         |                                         |
| 0번대・ 2500번대 혼합 | 쿠모하223(Mc) (2500번대)    | 사하223(T) (0번대)          | 모하223(M) (2500번대)           | 쿠하222(T'c) (2500번대)         |                                 |                                 |                                         |                                         |
|                       | ←마이바라 · 쓰루가 · 오가키 | ←마이바라 · 쓰루가 · 오가키 | 아보시 종합 차량소 소속차       | 아보시 종합 차량소 소속차       | 아보시 종합 차량소 소속차       | 아보시 종합 차량소 소속차       | 반슈아코 · 가미고리→                    | 반슈아코 · 가미고리→                    |
| 1000번대              | 쿠모하223(Mc) (1000번대)    | 사하223(T) (1000번대)       | 사하223(T) (1000번대)           | 모하223(M) (1000번대)           | 사하223(T) (1000번대)           | 사하223(T) (1000번대)           | 모하223(M) (1000번대)                   | 쿠하222(T'c) (1000번대)                 |
| 1000번대              | 쿠모하223(Mc) (1000번대)    | 사하223(T) (1000번대)       | 모하223(M) (1000번대)           | 쿠하222(T'c) (1000번대)         |                                 |                                 |                                         |                                         |
| 2000번대 1차차        | 쿠모하223(Mc3) (3000번대)   | 사하223(T) (2000번대)       | 사하223(T) (2000번대)           | 모하222(M') (2000번대)          | 사하223(T) (2000번대)           | 사하223(T) (2000번대)           | 모하223(M) (2000번대)                   | 쿠하222(T'c) (2000번대)                 |
| 2000번대 1차차        | 쿠모하223(Mc3) (3000번대)   | 사하223(T) (2000번대)       | 모하222(M'3) (3000번대)         | 쿠하222(T'c) (2000번대)         |                                 |                                 |                                         |                                         |
| 2000번대 2～6차차     | 쿠모하223(Mc) (2000번대)    | 사하223(T) (2000번대)       | 사하223(T) (2000번대)           | 모하223(M1) (2100번대)          | 사하223(T) (2000번대)           | 사하223(T) (2000번대)           | 모하223(M) (2000번대)                   | 쿠하222(T'c) (2000번대)                 |
| 2000번대 2～6차차     | 쿠모하223(Mc) (2000번대)    | 사하223(T) (2000번대)       | 사하223(T) (2000번대)           | 모하223(M) (2000번대)           | 사하223(T) (2000번대)           | 쿠하222(T'c) (2000번대)         |                                         |                                         |
| 2000번대 2～6차차     | 쿠모하223(Mc) (2000번대)    | 사하223(T) (2000번대)       | 모하223(M1) (2100번대)          | 쿠하222(T'c) (2000번대)         |                                 |                                 |                                         |                                         |
| 6000번대              | 쿠모하223(Mc3) (7000번대)   | 사하223(T) (6000번대)       | 모하222(M'3) (7000번대)         | 쿠하222(T'c) (6000번대)         |                                 |                                 |                                         |                                         |
|                       | ←나라 · 오사카              | ←나라 · 오사카              | 미야하라 종합 운전소 소속차     | 미야하라 종합 운전소 소속차     | 미야하라 종합 운전소 소속차     | 미야하라 종합 운전소 소속차     | 아마가사키 · 사사야마구치 · 후쿠치야마→ | 아마가사키 · 사사야마구치 · 후쿠치야마→ |
| 6000번대              | 쿠모하223(Mc) (6000번대)    | 사하223(T) (6000번대)       | 모하223(M1) (6100번대)          | 쿠하222(T'c) (6000번대)         |                                 |                                 |                                         |                                         |
|                       | ←사사야마구치 · 교토        | ←사사야마구치 · 교토        | 후쿠치야마 전차구 소속차        | 후쿠치야마 전차구 소속차        | 후쿠치야마 전차구 소속차        | 후쿠치야마 전차구 소속차        | 기노사키 온천→                          | 기노사키 온천→                          |
| 5500번대              | 쿠모하223(Mc) (5500번대)    | 쿠하222(T'c) (5500번대)     |                                 |                                 |                                 |                                 |                                         |                                         |
|                       | ←오카야마                   | ←오카야마                   | 오카야마 전차구 전차센터 소속차 | 오카야마 전차구 전차센터 소속차 | 오카야마 전차구 전차센터 소속차 | 오카야마 전차구 전차센터 소속차 | 다카마쓰→                               | 다카마쓰→                               |
| 5000번대 (2000번대)   | 쿠모하223(Mc) (5000번대)    | 사하223(T) (2000번대)       | 쿠하222(T'c) (5000번대)         |                                 |                                 |                                 |                                         |                                         |
|                       | ←마이바라 · 쓰루가 · 오가키 | ←마이바라 · 쓰루가 · 오가키 | 검측차(스이타 공장 소속차)      | 검측차(스이타 공장 소속차)      | 검측차(스이타 공장 소속차)      | 검측차(스이타 공장 소속차)      | 반슈아코 · 가미고리→                    | 반슈아코 · 가미고리→                    |
| U@tech                | 쿠모야223(Mzc) (9000번대)   | 사야213(Tz)                 | 쿠야212(T'zc)                   |                                 |                                 |                                 |                                         |                                         |

### 0번대
1994년 9월 4일의 간사이 국제공항의 개항에 맞추어 접근 열차인 관공 쾌속에 사용하기 위해 1994년 2월부터 3월까지 9편성(6량 편성, 총 54량)과 7편성(2량 편성, 14량) 합계 68량을 지칭한다. 전차량이 히네노 전차구에 소속되어 있다. 1994년도 굿 디자인 상을 받았다. 부속편성용으로 제조된 선두차와 CP를 탑재한 사하 223형은 100번대가 되었다.
차체는 일명 비드라고 불리는 줄 모양의 보강 구조가 없는 스테인리스로 당시에는 221계와 동일한 배치의 창(출입문간 6, 양단부 2)이면서도 비드가 없는 외관을 확보하기 위해 차체 강도, 강성을 유지해야 했기 때문에 약간 두꺼운 외판이 사용되었으며, 창의 상하치수도 221계와 비교하여 약간 축소되었다.
전면은 신설계의 반유선형으로 도장은 금속 재질로 창문 밑에 간사이 국제공항의 이미지 컬러인 청색과 백색의 그라데이션 띠 스티커가 부착되어있다. 바다를 건너는 간사이 공항 연락교의 통과시에 횡풍대책으로 차고가 221계보다 6 cm 낮게 되었다. JR마크는 전면에만 부착되어 있다. 냉방장치는 집약 분산식의 WAU702B를 각 차량당 2기 탑재하였다.
실내는 221계에 준하는 전환식 크로스시트가 설치되어 있었으나, 221계가 갈색의 일본산 좌석을 사용한 것에 비하여 0번대는 외부에 맞추어 하늘색의 노르웨이산 좌석을 사용하고 있다. 좌석 배치도 공항 이용객의 큰 짐에 맞추어서 좌석은 차량의 양단부를 제외하고 1열에 2+1의 배치가 이루어져 한 좌석분의 공간에 짐을 고정할 수 있도록 줄이 배치되어 있다. 221계에서는 차체 양끝에 량당 2개 설비되어있던 LED식 여객 안내 표시 장치도 승객용 출입구 위로 변경하여 량당 6개로 증가하였다. 내벽은 흰색이며 창의 구분줄은 은색이다.
207계에도 채용되었던 출입문 차임과 뮤직 호른이 똑같이 장비되어 있다. 출입문 차임은 제조 당시에는 전기 제조분과 마찬가지로 닫힐때만 울렸지만, 현재는 열릴때에도 울리도록 개량되어 있다. 또한 뮤직 호른은 타 형식차와 똑같이 운전석 하부의 페달을 가볍게 밟으면 뮤직 호른만, 강하게 밟으면 평소의 공기식 기적과 동시에 울리도록 되어있다.
간사이 공항선이 간사이 공항 개업보다 빨랐던 탓에, 처음에는 승무원의 숙련용으로 1994년 4월 1일에 한와 선의 쾌속, B쾌속, 구간쾌속, 보통열차 등에 잠정적으로 투입되었다. 이 시기에는 와카야마 행으로도 운용되었다.
같은 해 6월 15일의 간사이 공항 준비의 다이어 개정으로 간사이 공항에 입선이 개시되어, 그 후에 간사이 공항 개항에 수반하여 9월 4일의 다이어 개정부터 본격적으로 공항 연락이 개시되었다. 처음에는 일부열차가 교바시 착발의 6량 편성과 JR 난바 발착의 2량 편성이 덴노지에서 분할, 병결 운용을 실시하였다. 이 시점에서 한와선 히네노 이남에 입선하는 열차는 평일 아침에 이즈미스나가와 발착의 구간쾌속과 심야의 이즈미스나가와 행 쾌속 막차를 제외하고 소멸되어 와카야마로의 입선은 일단 없어졌다. 당시 2량 편성은 운용이 남아 일중에 2편성을 병결한 4량 편성으로 보통열차(덴노지 ~ 히네노, 이즈미스나가와 간)에도 사용되었다.
1995년 4월 20일에는 간사이 공항 직행 고속버스에 대항하기 위해 지정석을 설비한 특별쾌속인 간사이 공항 쾌속 '윙'의 운행을 개시하였다. 검표의 편리성을 위해 편성의 가장 끝 차량이 지정석 차량이 되었고, 해당 차량은 자유석 차량과 구별하기 위하여 종별 표시막의 하부에 황록색의 띠를 넣어 사용하였다. 하지만 차내가 자유석 차량과 똑같다는 점으로 인하여 오승하는 승객이 끊이지 않고 있었다고 한다.
1996년 3월 22일에는 2량 편성중 JR 난바 방향 차량의 승무원실 바로 뒤의 승객용 출입문 1개분의 공간에 JR 난바 역 위에 설치된 오사카 시티 에어 터미널(OCAT)에서 국제선 탑승 수속을 받은 승객의 수하물 수송용으로 수하물실이 추가로 설치되었다. 당시에 해당 부분의 객실용 출입문은 폐쇄되어 역에는 '이 승차위치에서는 승차하실 수 없습니다.'라는 표시가 붙어있었다. 화물실은 명목상 업무용실로 표시되어 차량에 기호 니가 붙어야 하지만 차종과 차호변경도 이루어지지 않았다. 화물실은 1998년에 OCAT에의 탑승 수속 이용률이 감소하면서 폐지되었고 이 부분은 객실로 복원되었다.
1999년 5월 10일에는 한와 선의 쾌속 열차의 운행 계통 변경이 이루어져 편성 구성이 5량(편성번호 E801~) 편성 9편성(45량)과 3량(편성번호 E851~) 편성 9편성(27량)으로 변경되었다. '관공쾌속 윙'은 폐지 되고, 새로 설정된 와카야마에의 '기슈지 쾌속'이 관공쾌속과 히네노역에서 분할, 병결하는 형태가 되었다. 또한 편성 변경시에 2편성분의 선두차량, 총계 4량이 부족하게 되어 2500번대(1차차)가 4량 제조되었고, 0번대의 중간차와 편성을 조성하게 되었다. 이렇게 된 편성은 5량 편성에만 존재한다.
2006년에는 교환식 좌석이 전부 2500번대와 함께 일본제 좌석으로 교환되었다. 좌석배치는 개조전과 변화하지 않았지만, 형태에는 차이가 발생하게 되어 창문 밑의 1인석의 화물 고정용 와이어가 폐지되었다.
오랫동안 차량간 연결부에 추락 방지 장치가 비설치 되었던 상태였으므로 2007년의 검수부터 설치공사가 진행되고 있다. 2007년 겨울에 검수가 끝난 쿠하 222-101부터, 쿠하 222형의 화장식 앞 좌석을 철거하고 휠체어 공간을 만들도록 개조하였지만, 2008년 처음 검수가 끝난 쿠하 222-105부터는 화장실을 2000번대와 2500번대와 동일하게 휠체어 대응의 대형 화장실로 교환하는 공사도 시작하였다.
2008년 3월에는 2500번대와 함께 편성 변경이 이루어져 전편성이 4량편성이 되었다. 동시에 방향막과 차내 영어 자동 방송 장치도 설치하여 외국인에게 편리성을 제공하게 되었다.
2007년 9월부터는 223계 0번대의 M차 모터를 180kW의 WMT100B형에서 230kW의 WMT102C형으로 교체하는 공사가 행해지고 있다. 

### 2500번대

#### 1차차
앞에서도 말했지만 0번대의 편성을 변경할 당시 2편성분의 양쪽 선두차, 도합 4량이 부족해져서 이를 보충하기 위해 제작된 계열이다. 쿠모하 223형과 쿠하 222형이 각 2량씩만 존재할뿐이며 단독으로 운행하는 일은 없고, 0번대와 편성을 이룬다.
이 4량은 0번대 제조로부터 시간이 꽤 흘렀기 때문에 당시 양산이 진행되던 2000번대 1차차의 기기류와 차체구조가 채용되어, 0번대와는 많이 다른 모습으로 변하게 되었다. 전조등은 안개등을 부착한 각형의 4등식으로, 창문은 문간에 내부착 형태로 5단창이 되었다.
각 부분의 배색은 0번대의 하늘색 계열을 답습하였지만, 겉 모습과 시간등이 많이 달라졌기 때문에 달라진 부분도 많다. 창문 주변은 2000번대의 갈색 띠가 들어갔던 부분에 펄블루색의 띠가 들어가게 되었다. 좌석의 색은 하늘색이지만, 2000번대와 같은 국산을 사용하였다. 차체의 창배치의 관계로 좌석수가 0번대보다 1열 줄어든 5열이 되었다. 2000번대가 장비했던 출입문 옆의 보조의자를 생략했던 탓에 좌석 정원이 대폭 감소하였다. 또한 LED식 여객안내 표시장치도 1량당 3개소 배치로 감소하였다.
한편으로 화장실은 휠체어 대응이 되어 화장실 앞에 휠체어 공간이 설치되었고, 연결부에 굴러 떨어지는 것을 방지하는 판이 설치되어 배리어 프리에 대응하고 있다. 하지만 굴러 떨어짐 방지판은 0번대에는 미설치 상태였기 때문에 2007년 설비공사까지는 불완전한 상태였다. 또한 차량 외부 안내방송시 차내에도 동시에 안내방송이 나오도록 되었다.

#### 2차차
2007년 3월 개정으로 223계의 소요 량수가 증가했던 탓에 2006년도에 2500번대에 한하여 독자 편성을 제조한 계열이다. 편성 전부가 신조되었던 탓에 2500번대 중간차가 처음으로 설계되었다. 5량편성과 3량 편성 각 1편성, 합계 8량이 가와사키 중공업에서 제조되어 2007년 2월 5일부터 운용을 시작하였다.
기본적인 형태는 1차차에 준하도록 되어있지만 2000번대의 각종 개량이 취해져 창의 유리 색, 형광등 덮개의 모양 등의 변화가 이루어지고 있다. 또한 당시는 0번대의 전락 방지판을 부착하는 개조 공사를 시행하지 않고 있었으므로 히네노 전차구의 223계로는 최초의 완전한 전락 방지 대책을 이룬 편성이 되었다.

#### 3차차
2007년부터 히네노 전차구 소속차의 증차와 기존 5량, 3량 편성의 4량화가 이루어지는 탓에 긴키 차량에서 비교적 많은 수가 제작된 차량이다. 투입의 목적상 4량 편성으로 제조된 차량이 극히 적었던 탓에 기존 편성과의 혼합 병결을 전제로 쿠모하 223형 - 모하 223형 - 쿠하 222형의 3량 편성과 모하 223형 단독으로 제조된 차량이 많은 것이 특징이다. 2008년 3월 14일부터 영업 운전을 개시하였다.
2차차로부터 시간이 흘러 개량이 가해진 탓에 비슷한 시기에 제작되던 2000번대 5차차에 준하는 사양이 되었다. 창 주변의 띠가 좀 더 좁아지고 있고, 외관에도 큰 변화가 발생하고 있다. 또한 앞에서 서술했던 것과 같이 방향막과 자동방송 장치는 당초의 전제로부터 사양 변경이 이루어진 것을 탑재하고 있어 편성의 재조합시에 기존의 0번대, 2500번대도 동일한 사양으로 변경되고 있다.
2008년 3월까지의 편성 조합
|                       | ←오사카・교바시・덴노지     | ←오사카・교바시・덴노지  | 제조개시～1999년 5월      | 제조개시～1999년 5월    | 간사이공항・와카야마→     | 간사이공항・와카야마→  |
| 0번대                 | 쿠모하 223(Mc) (0번대）     | 사하 223(T) (0번대）     | 사하 223(T1) (100번대）   | 모하 223(M) (0번대）    | 사하 223(T) (0번대）      | 쿠하 222(T'c) (0번대） |
| 0번대                 | 쿠모하223(Mc1) (100번대）   | 쿠하222(T'c1) (100번대） |                           |                         |                           |                        |
|                       | ←오사카・교바시・덴노지     | ←오사카・교바시・덴노지  | 1999년 5월～2008년 3월    | 1999년 5월～2008년 3월  | 간사이공항・와카야마→     | 간사이공항・와카야마→  |
| 0번대                 | 쿠모하 223(Mc) (0번대）     | 사하 223(T1) (100번대）  | 모하 223(M) (0번대）      | 사하 223(T) (0번대）    | 쿠하 222(T'c) (0번대）    |                        |
| 0번대                 | 쿠모하 223(Mc) (0번대）     | 사하 223(T) (0번대）     | 쿠하 222(T'c) (0번대）    |                         |                           |                        |
| 0번대                 | 쿠모하 223(Mc1) (100번대）  | 사하 223(T) (0번대）     | 쿠하 222(T'c1) (100번대） |                         |                           |                        |
| 0번대・ 2500번대 혼결 | 쿠모하 223(Mc) (2500번대）  | 사하 223(T) (0번대）     | 모하 223(M) (0번대）      | 사하 223(T1) (100번대） | 쿠하 222(T'c) (2500번대） |                        |
| 2500번대              | 쿠모하 223(Mc) （2500번대） | 사하 223(T) (2500번대）  | 모하 223(M) (2500번대）   | 사하 223(T) (2500번대） | 쿠하 222(T'c) (2500번대） |                        |
| 2500번대              | 쿠모하 223(Mc) (2500번대）  | 사하 223(T) (2500번대）  | 쿠하 222(T'c) (2500번대） |                         |                           |                        |

### 1000번대
도카이도 본선, 산요 본선(비와코 선, JR 교토 선, JR 고베 선)에서 운행되고 있는 신쾌속을 최고 속도 130 km/h 운행에 대응하기 위한 목적으로 제조된 번대이다.
1995년 1월 17일에 발생했던 한신·아와지 대지진 후의 수송력 증강을 위해 당초의 예정보다 빨라진 1995년 여름경에 투입되었다. 1차차는 8량의 기본 편성(W편성)과 4량의 부속 편성(V편성) 각 4 편성(합계 48량)이 가와사키 중공업과 긴키 차량, 히타치 제작소에서, 1997년에는 2차차로 같은 사양의 기본 편성 5편성과 부속 편성 1편성, 도합 44량이 가와사키 중공업과 긴키 차량에서 추가 제조되어 총계 92량이 존재한다. W3편성은 223계 중에서 유일하게 히타치제 차량이다.
각부의 구조가 0번대와는 대폭으로 변경되었다. 전면의 전조등이 각형의 4등식(백색, 황색 각각 2개등)으로, 전면은 비드가 부착된 것으로 문간의 창은 6개로부터 5개로 줄여졌기 때문에 이 부분의 수납창은 없어졌다. 띠 색은 221계와 공통의 이미지인 백색과 갈색(간사이 급행 전철을 상징하는 색상), 청색(JR서일본 고유 색상), 베이지 색(신쾌속 상징 색상)의 4개색 띠가 부착되었다. 냉방 장치는 전동차의 경우 WAU705형 냉방기를 부착하고 있으며 주요기기를 탑재하지 않은 부속차는 681계와 동일한 저중심화를 위해 천장 위와 차량 밑 부분에 분산식 WAU304형 냉방장치를 2기 탑재하도록 변경되었다.
실내는 좌석이 0번대의 1+2형 배열로부터 일반적인 2+2형 배열로 변경되었다. 혼잡에 대응하기 위해 출입문 사이의 좌석수가 6열에서 5열로 감소하여 출입문 부분의 공간이 확대되었다. 또한 각 부분의 색이 0번대의 청색에서 외부 도색에 맞춘 갈색으로 변경되어 있다.
좌석수가 감소했지만, 대신 비전환 고정좌석이 수납식 보조석으로 탑재되어 있다. 전부 보조석을 사용하는 경우 1량당 221계보다 8석이 늘어나 낮 시간대 착석 수요에도 대응하고 있다. 이 보조석은 중앙 출입문에는 양측의 고정좌석의 뒷부분에 있지만, 양 단 출입문에는 가운데 방향의 고정 좌석의 뒷부분에만 존재한다. 이 때문에 플랫폼에서 열차를 기다릴 시에 보조좌석이 많은 중앙 출입문을 노리는 승객도 존재한다.
보조석은 혼잡방지를 위해 평일 러시아워 시간대등의 이용객이 많을 시에는 차장실에서 잠가 사용할 수 없는 구조가 되어있다. 좌석이 잠겨있는 경우 좌석상에 설치된 사용 불가 표시 램프가 켜진다.
제조전에 게이한신 지구의 일부의 쾌속과 연결되어 있던 그린샤(1980년 폐지)를 부활하려던 구상도 있었지만, 관공쾌속의 지정석 이용자가 저조한 상태를 보이자 최종적으로는 수용되지 않았다. 이 건은 아사히 신문 오사카 판에 기사가 있다
계획보다 투입시기가 빨랐던 탓에, WN카르단식 구동축으로부터 소음과 진동이 발생하거나, 차량으로부터 전자기파가 발생하여 주변을 주행하던 201계의 보조 회로의 오작동을 불러 일으켜 긴급 정차 시킨다거나 하는 초기 불량이 많았지만, 현재는 문제점을 해결하였다.

### 2000번대
1000번대의 증비차로 경비 감소를 실현하여 대량으로 제조되고 있는 계열이다. 1999년부터 가와사키 중공업과 긴키 차량에서 제조되어 현재도 계속 증비가 이루어지고 있다.
차체구조는 종래의 골조를 조립하던 방식으로부터 동일본 여객철도의 E217계등에 채용된 외판자체의 강도를 높이는 공법으로 변경하여 외관의 비드가 다시 사라졌고, 1000번대에 차량 양단부에 남아있던 수납식 창이 폐지되고 그 대신에 창이 확대되었다. 또한 장래의 개조를 간편하게 하기 위해 측면의 제1 출입문에서 앞부분과 제3출입문 뒷부분의 구조를 따로 떼어낼 수 있게 하여 본체와 볼트로 조립하는 방식을 채용했다는 것이 특징이다. 이로 인해 중간차⇔선두차 개조는 차량 양단부를 교환하는 것으로 간단하게 실시할 수 있게 되었다. 운전대의 구조는 기본적으로 1000번대를 따르고 있지만, 전면 계단 양단에 부착되어 있던 미등이 전조등 밑으로 이동되었다.
이 계열은 배리어 프리 대책이 기존보다 강화되어 있다. 화장실은 JR 동일본의 E217계 등에 설치된 것과 동일 구조의 휠체어 대응, 대형이 되었고, 반대편에는 휠체어 공간, 차량의 연결부에는 전락 방지용 판이 설비되어 있다. 휠체어 공간은 높이를 조절할 수 있는 난간과, 히터가 있는 점을 뺀다면 좌석이 없는 빈 공간이다.
측면의 형상을 변경하여 스프링을 부착하는 위치가 낮아진 신형 대차를 채용한 탓에 차체의 중심이 낮아졌다. 때문에 냉방 장치는 분산식을 채용하지 않고 전부 WAU705A 형으로 통일되었다. 또한 경비 감소의 일환으로 제조사 간의 공법 차이를 어느 정도 허용하여 제조사별로 세부 형상 등에서 차이가 나게 되었다.

#### 1차차
2000년 3월 11일의 신쾌속 130 km/h 증속에 맞추어 사용 차량을 223계화 하기 위한 주목적으로 2002년까지 제조된 계열이다. 8량 18편성(도합 144량)과 4량 23편성(도합 92량), 총 236량이 제조 되었다. 덧붙여 편성명은 W편성, V편성으로 1000번대의 뒤를 이어나가게 되었다.
투 시트 공법으로 하강식 창의 설치가 곤란하게 되어 출입문간에 존재하던 2번째, 4번째 창이 비상용으로 개폐할 수 있는 안쪽형식 창이 되었다. 이 개폐식 기구는 비상용이므로 비상시에만 사용하라는 주의 스티커가 부착되어 있다. 이 부분에는 위에부터 5분의 2 정도가 검은 창살로 되어있다. 또한 창 주변의 갈색 부분이 위아래로 확대되어 창 주위가 갈색으로 덮인 형상이 되었다.
기기류에는 종래의 MT비 1:2를 기본으로 한 성능 설정을 맞춰놓았지만, 도카이도, 산요 본선의 실제 편성은 4량(MT비 2:2) 또는 8량(MT비 3:5)으로 여유가 있기 때문에 본래는 1량당 4기 탑재해야 할 모터를 한 개를 빼서 3기를 탑재하고 있다. 8량 변성중에 1량과 4량 편성의 전 전동차량이 주전동기를 3기 탑재하고 있어 통상의 전동차와 구분하기 위해 2000번대의 속번으로 1000을 더하여 3000번대로 구별하고 있다. 보조 기기류의 용량도 늘어나 1개당 3량 대응이던 것이 4량 대응이 가능해져 개수가 감소하고 있다. 때문에 보조기기류를 탑재하지 않은 중간 전동차도 제조되어 종래의 중간 전동차 형이던 모하 223형과 구분하기 위해 모하 222형으로 구분되었다.
선행의 1000번대와 객실에서 차이가 있는데, 좌석의 푹신함이 조금 줄고 좌석창측의 팔꿈치 걸이 폐지, 보조석의 격납식 받이 폐지, 보조석의 사용 고지 램프의 플레이트 화, 회색의 열선 흡수용 창으로 인한 커텐 폐지 등의 경비 삭감 대책을 실현하고 있다. 다만 커텐의 생략은 열선 흡수율이 낮아 해안가를 운행하여 노출이 강한 고베 ~ 아카시 간의 승객에게서 많은 불평을 샀다. 때문에 현재 전 차량에는 커텐이 달려있다.
2002년의 말기제조분에는 운전석이 파이프 형의 방호벽과 유리제의 비산 방지용 필름이 장착되었다. 이것은 대형 전면창을 채용하면서 사망 사고시등에 유리창의 파편이 승무원에게 날라오는 것을 방지하기 위한 것으로 비설치 차량 등에도 개조가 실행되고 있다.
이 계열중 쿠모하 223-3033에는 2004년부터 싱글암식 팬터그래프가 시험으로 탑재되었지만, 2005년 11월에 다시 원래대로 돌아갔다. 이것은 나중에 125계부터 본격적으로 채용되었다. 또한 도시바제 인버터를 탑재한 차량은 2차차 등장 이후 해당 차량들과 맞추기 위하여 소프트웨어의 변경이 이루어져 순전기 제동을 사용할 수 있도록 바뀌었다.
2008년 1월부터는 1차차 중에서 4량 6편성(24량 분)이 221계와 병결용을 위하여 일부 기기를 변경하는 것으로 차번이 6000번대로 되어 독립하였다.(6000번대 아보시 소속 차량을 참고)

#### 2차차
서일본 여객철도 어번 네트워크의 수송개선을 위하여 도카이도, 산요 본선에 쾌속으로 남아있던 구형의 113계나 117계 등을 교체하기 위하여 2003년부터 투입된 계열이다.
8량 편성 5편성과 4량 편성 7편성과 함께 쾌속을 중심으로 사용하도록 제작된 6량 편성 2편성(J편성), 합계 80량이 제조되었다. 냉방장치는 2차차 이후 작은 개량이 이루어져 WAU705B로 변경되었다. 또한 긴급정지장치(EB)와 긴급열차 방호장치(TE)도 탑재되어 방호성이 높아졌다.
1차차는 비가 오는 환경등 레일면이 미끄러워지는 경우 주행중 구동차륜에 의한 공전이 자주 발생하여 대책으로 주전동기 3개 차량을 폐지하고, 모든 전동차의 주전동기를 4개로 바꾸었다. 또한 미쓰비시, 도시바 인버터 탑재차의 인버터에 새로운 프로그램을 탑재하여 순전기 제동이 가능해졌다.
보조기기의 배치도 재검토되어 모하 222형에 SIV가 탑재되어 모하 223형의 일종(2100번대, 2140~2176, 2180~)에 해당하는 것으로 바뀌었다. 이들에 대해서도 1차차의 3000번대와 똑같이 나중의 공기압축기 추가시 2000번대화가 될 때 번호가 중복되지 않도록 번호를 잘 맞춰서 2040~2076, 2080~ 의 차량이 존재하지 않도록 결번처리 시켰다. 참고로 이 차량의 운전대의 액정 모니터에는 'M1'이라고 표시되어 있다.
차내는 시트의 재질이 바뀌어서 1차차에 비해서 다소 딱딱해졌다는 것 외에도 차내의 여러부분이 생략, 조정되었다. 참고로 시트의 재질은 시트가 오래되감에 따라서 점점 더 부드러워지고 있는 것도 있다.
또한 창의 유리가 녹색의 자외선 차단 유리로 변경되었다. 최근에는 1차차 이전의 차량도 파손 복구시에 똑같은 녹색 창으로 변경되고 있다고 한다.
그 밖에도 관통문의 발판 앞에 경사면이 설치되어 높이 차이가 없어졌다. 다만 쿠하 222형은 화장실과 붙어있기 때문에 경사면이 설치되지 않아 위험 방지를 위해 발판의 높이 차이가 나는 부분에 눈에 띄는 형광색 테이프를 붙이도록 되었다.

#### 3차차
JR 교토 선, JR 고베 선의 고속화와 아침 러시아워 시간대의 쾌속을 223계로 통일하려는 경향에 따라 2004년부터 투입되었다. 당초에는 8량 편성 6편성, 4량 편성 17편성과 6량 편성 8편성을 도입하려 했으나, 2005년 4월 25일의 JR 후쿠치야마 선 탈선사고로 인한 ATS-P 정비사업에 의해 ATS-P가 설치되지 않은 117계를 교체하기 위한 목적으로 221계가 투입되면서 이를 보충하기 위한 4량 편성 2편성이 추가되어 총 172량이 제작되었다. 이 때에 제조된 차량은 속도계가 321계와 같은 것으로 바뀌었다.
이 계열부터 배장기가 철판의 양을 늘려 강화형이 되었으며, 이 이전에 도입된 차량도 개량되고 있다. 그 밖에 구조 등에서는 2차차에서 달라진 것이 없다.

#### 4차차
2006년 10월 21일에 신쾌속의 쓰루가 연장에 수반하여 증비된 계열이다. 8량 편성 1편성, 6량 편성 2편성, 4량 편성 3편성, 총 32량이 제조되었다.
이 계열부터의 주된 변화점은
- 운전대의 설계에 321계의 계량을 피드백.
- 2003년의 대구 지하철 방화 사건에 의해 국토 교통성에서 2004년 말에 철도에 관계된 기술상의 기준을 정하는 성령(省令)을 개정하였던 것을 수용하여 형광등 커버를 321계와 동일한 특수 수지로 코팅처리한 유리섬유제로 변경하였다.[12]
- 안내문류의 일부를 원가 절약 정책으로 인하여 플레이트 제에서 종이제 스티커로 변경되었다. 위의 성령 개정에 수반한 소화기와 비상통보 버튼의 표기도 디자인에 맞춰서 변경.
- 우선석 스티커의 대형화.

등이 있다.

#### 5차차
2007년부터 제조되기 시작한 마이너 체인지 차량. 2007년 4월 13일부터 순차적으로 영업 운전을 개시하여 총 84량이 제조될 예정이다. 2008년 3월 기준으로 V편성(4량)과 J편성(6량)만 제조되고, W편성(8량)은 제조되지 않고 있다.
차체의 세부의 구조는 4차차로부터 변경되어,
- 측면창의 2번째와 4번째가 하강식으로
- 창 주변의 갈색 부분이 상하로 축소되어 1000번대와 5000번대의 측창과 같은 수준으로
- 전면문의 창이 약간 축소
- 바닥재의 변경
- 출입문 개폐 차임의 음원이 변경되어 음정이 낮아짐

등의 변화를 보이고 있다.

#### 6차차
6000번대 (미야하라 차량 센터 소속)를 참고.

#### 기타, 공통사항
1~5차차 모두 아보시 종합 차량소에 배치되어 1000번대외 공통으로 신쾌속 중심의 운용을 하고 있다. 6량의 J편성은 2006년 3월 18일 개정 이전에는 신쾌속 운용도 있었지만 지금은 기본적으로 쾌속 전용이 되었다.

### 6000번대 (아보시)
비와코 선, JR 교토 선, JR 고베 선 계의 221계 운용을 충당하기 위한 목적으로 일부의 2000번대 1차차의 성능을 221계와 맞추어 기기류의 설정을 변경한 개조차 그룹이다. 2008년 1월 21일부터 운용을 개시하였다. 원래 아보시 종합 차량소 소속의 223계는 221계 병결운행이 가능하도록 했기 때문에 223계측의 가속 성능 등을 221계에 맞출 수 있도록 설계하였던 탓에 과거에는 회송등의 러시아워 시에 있는 일부의 정기운용에 양 계열의 병결운전을 행한 실적이 있었지만, 이것은 한정적 운용이었고 통상적으로는 병결운행을 할 목적은 없었다.
그 이후 223계의 증비에 따라 종래의 비와코 선, JR 교토 선, JR 고베 선 계통에서 운용되었던 221계가 타 선구로의 전출이 진행되면서 221계만으로의 운용은 곤란하게 되어, 221계가 뛰었던 운용에도 223계가 충당되어야만 했다. 이 때문에 221계와의 병결이 통상적으로 발생하게 되는데, 221계의 운전 곡선을 전제로 다이어그램이 작성되었기 때문에 223계 가운데 221계를 충당하기 위한 차량들의 성능 선택 스위치를 221계에 맞추어 제어기의 동작 모드를 고정해놓았다.
충당 대상차량은 2000번대 1차차의 4량 편성가 되어 일반차량과 식별하도록 하기 위해 4000이 더 붙은 6000번대(전동차는 7000번대)로 변경되었다.

### 6000번대(미야하라)
2008년 3월 15일부터 개업한 오사카히가시 선에 개업에 맞추어 2008년 1월부터 신규로 제조된 그룹이다. 2000번대 5차차와 6차차의 4량 편성 20편성, 도합 80량이 미야하라 종합 운전소에 배치되었는데 영업 운행 개시전 전부 6000번대로 번대가 변경되었다. 주행 선구는 130 km/h 대응 선구가 아닌 탓에 221계의 차량 성능으로 설정되어 있지만, 2000번대 5차차까지의 사양변경을 받은 신제차이기 때문에 2000번대 1차차를 번대 변경한 6000번대 아보시 차량 센터 소속차와는 각 부분의 사양이 차이가 나게 되었다.
JR 도자이 선의 지하구간은 강체가선 구간이므로 이 구간을 통과하면서 발생할 수 있는 가선 이탈 대책으로 223계 전동차(쿠모하 223형, 모하 223형)에 집전 장치를 2기 탑재하여 제조하였다. 223계의 전동차는 원래 집전 장치를 2개 탑재 할 수 있는 구조로 되어있었지만, 실제로 2기 탑재가 이루어진 것은 이 계열부터다. 편성 번호는 'MA'.
또한 6000번대에는 아보시 차량센터, 미야하라 종합 운전소 소속 모두 선두차(쿠모하 223형, 쿠하 222형)의 전면 관통문 하부와 측면 승무원실 문의 하부에 주황색의 가느다란 줄이 2개 추가되었고, 운전대에도 221계 성능이라는 표기가 추가되어있다.

### 5500번대
후쿠치야마 지구에서 운용되었던 113계 3800번대, 5800번대의 대치 목적용으로 2008년에 제조되었다.
5000번대와 521계등과 동일한 전면 관통문식 외관형상이다. 1인 승무 설비가 되어있고, 세미 크로스식 좌석 배열등으로 521계의 직류판이라고도 불린다. 쿠하 222형의 후부에 설비되어 있는 화장실의 오물 처리 형식은 종래의 카세트 식(0, 2500번대는 순환식)이 아닌 521계에도 채용되었던 진공식으로 변경되었다. 쿠모하 223형 16량 가운데 5량(5501~5504, 5509)에는 서리 대책용으로 집전 장치가 2기 탑재되어있지만, 나머지 9량은 후부측에만 1기 탑재되어있다.
모든 차량이 후쿠치야마 전차구에 소속되어, 2량 편성 16편성(총 32량)이 운용되고 있다. 사가노 선내에서는 221계와의 병결운전을 하는 경우도 있어 221계에 맞춘 성능 고정으로 6000번대와 동일하게 전면 관통문에 주황색 줄이 들어가있다.

### 5000번대
혼시비산 선 쾌속 마린라이너의 수송 개선을 위해 기존의 213계를 교체하기 위한 목적으로 투입된 그룹으로 2003년에 2량 편성 7편성(총 14량, P편성)이 가와사키 중공업에서 제조되었다.
기본적인 구조는 2000번대의 2차차를 따르고 있지만 JR 시코쿠와의 직통 협정이 있어 자잘한 개량이 이루어져있다. 전면은 연락 운행시에 항상 승객이 편성간에 통행할 수 있도록 관통문을 탑재하여 타 번대보다도 평면적인 형상이 되고, 창측은 1000번대와 동일한 하강창 구조가 되었다. 창 주변의 갈색 부분은 상하방향으로 축소되었다. 동력 전달 방식은 종래의 WN 평행 카르단 구동 방식에서 TD 중공축 평행 카르단 구동 방식으로 변경되었다.
또한 ATS-P가 설비되어 있지 않은 노선으로의 운용도 이루어지기 때문에 223계로는 유일하게 준비공사만 실시되었다. 5000번대는 신조후에 전면 배장기부를 강화하였지만, 운전대 전면의 파이프형 보호대의 설비는 되어있지 않다.
안내의 변화를 보면 LED 안내 장치의 밑의 광고부가 종래보다 확대된 점, 승무원실 부근의 의장이 125계에 준하는 것으로 교체된 점 등이 있다. 차장부는 개방식 공간이 되었지만 장난 방지로 인해 출입문 스위치 류에는 커버가 씌워져 있다.
2003년 10월 1일부터 동시에 투입된 JR 시코쿠의 5000계 3량 편성 6편성(총 18량, M편성)과 같이 운용하여 심야, 아침저녁에는 2 ~ 3량 편성, 일중에는 5량 편성, 러시아워 시에는 일부가 7량 편성으로 유연한 운용을 하였다. 그러다가 2007년 6월 하순에 러시아워 대책으로 5000번대 2량 편성에 사하 223(2000번대)을 끼워 넣어 3량 편성으로 증결시켰다. 그래서 현재는 심야, 조석시 3량, 일중에 6량, 러시아워 시 일부가 9량 편성으로 되고 있다. 증결된 사하 223형은 하강식 창이 아니기 때문에 현재 전편성이 띠의 폭과 창구조가 맞춰져있지 않다.

### 9000번대
본래는 1998년 11월에 가와사키 중공업에서 1량만 제조된 2시트 공법의 2000번대 시제차다. 쿠모하 223-9001이라는 번호를 부여받았지만 가와사키 중공업의 소유물이므로 차적에는 없었다.
후의 2000번대와는 다르게 전면의 안개등이 설비되어 있지 않아 안개등 주변부의 전조등이 전조등 부분에는 미등이 설비되어 1000번대와 비슷한 모양이 되었다. 또한 냉방실외기도 집중식 1대로 되어있다.
차체의 제조공법 확인을 목적으로 시험 제작된 차량이었지만, 차적에도 들어가지 않고 평가 시험후에 공장내에 유치되어 있었다. 그러다가 2004년 8월에 재래선 기술 시험차로의 목적이 생겨 130 km/h로 주행하는 시험차에서 마린 라이너용의 신차가 도입되어 교체된 213계 2량(쿠로 212-1, 사하 213-1)과 함께 시험차로 기용되었다.
시험차는 U@tech라는 명칭을 부여받았다. 시험의 주목적인 지상의 차량을 고속대용량 통신에 연결하는 연선 무선 WAN 가 탑재되어 있다. 그 밖에도 본선 주행용의 ATS 설비, 신개발의 영구자석 동기전동기, 대차, 싱글암 팬터그래프 등 이러저러한 시험 설비가 탑재되어 시험 데이터를 수집하고 있다.
개조 후에도 차적이 없는 상태가 지속되다가, 2007년 3월 31일부로 쿠모야 223-9001으로 정식으로 JR 서일본 차적에 편입되었고, 또한 쿠로 212형과 사하 213형은 각각 쿠야 212-1과 사야 213-1로 개칭되었다. 도장은 3량 모두 통일된 청색계의 랩핑을 실시하여 배치소속의 스이타 공장을 표시해 놓은 京スイ의 문자가 들어가 있다.
시험은 주로 스이타 공장 내의 JR 교토, 고베선에서 행하여졌다. 또한 다카쓰키 역에는 U@tech 전용의 정지 위치 목표(되돌림 운전 용)가 있다.

## 철도총연 R291형 시험 전동차
철도 종합 기술 연구소 (철도총연)이 R291형 시험차가 223계 2000번대 차체를 기본으로 하여 긴키 차량에서 2량을 제작하여, 2005년에 제조되었다. 도장은 창 주변이 2000번대와 같은 갈색, 창 밑이 청-자주 빛의 2색 띠가 되었다.
나중에 동일본 여객철도 E231계 전동차용의 대차, 개발중인 연료 전지 시스템등을 시험해보기 위하여 연료 전지 시험차량의 쿠야 R291-1로 개조되었다. 개조후에는 단독 운행도 가능했지만, 동력차와 쿠모야 R290-1과 2량 편성을 이루는 것이 기본이다. 단, 차적에는 없어 본선 주행은 불가능하다.
쿠야 R291-1은, 35MPa의 고압 수소 탱크를 밑에 탑재하였지만, 연료전지 시스템과 인버터는 객실의 일부를 점유한 형태로 탑재되어, 철도 차량용 연료전지 시스템 개발 시제차가 되었다. 셀 스택은 미국의 NUVERA사의 18.75 kW 고체 고분자형 연료전지 (PEFC)를 8기, 전동기는 95kW를 2기 탑재하고 있다. 실용 규모의 철도차량용 연료 전지 개발은 2007년 ~ 2008년에 예정되어 있으며, 이차 전지와 탑재할 예정이다.
연료 전지 시험차량은 이 밖에도 동일본 여객철도의 NE 트레인이 있다.